# Сидорово (Харовский район)
Сидорово — деревня в Харовском районе Вологодской области около впадения Пухманги в Кубену.
Входит в состав Харовского сельского поселения, с точки зрения административно-территориального деления — в Харовский сельсовет.
Расстояние до районного центра Харовска по автодороге — 7 км. Ближайшие населённые пункты — Кузовлево, Перепечино, Тимониха.
По данным переписи в 2002 году постоянного населения не было.